# Síndrome de pterigium múltiple
Los Síndromes de pterigium múltiple son un grupo pequeño de trastornos genéticos los cuales se caracterizan por anomalías faciales, musculoesqueléticas, cutáneas, y genitales, acompañadas con retrasos del crecimiento.
Siguen un patrón de herencia autosómico recesivo, también pueden seguir un patrón de herencia autosómico dominante, pero este último es visto muy pocas veces en comparación del recesivo.

## Presentación
Debido a que es un espectro de enfermedades y no una sola entidad, los síntomas varían dependiendo del tipo de síndrome de pterigium múltiple que el paciente padezca. Existen 2 tipos de síndrome de pterigium múltiple, estos son:

### Síndrome de pterigium múltiple, tipo Escobar
También conocido como Síndrome de Escobar, esta condición no-progresiva se caracteriza por una combinación de aquinesia fetal (falta de movimiento muscular por parte del feto) y la presencia de pterigium congénito (bandas de piel conectadas entre sí) que afecta a múltiples partes del cuerpo, incluyendo al cuello, el antebrazo, los muslos, y las áreas atrás de la rodilla. La misma falta de movimiento durante la vida fetal causa otro problema conocido como artrogriposis multiplex, la cual se caracteriza por contracturas musculares/articulares alrededor del cuerpo acompañadas de debilidad muscular, algunos ejemplo de las contracturas articulares que son vistas en personas con esta condición incluyen la camptodactilia y el talipes equinovarus. Otros hallazgos clínicos que se encuentran en las personas con este tipo de síndrome de pterigium múltiple son: la hipoplasia pulmonar, la escoliosis, la fusión de costillas, la ptosis palpebral, fisuras palpebrales que apuntan hacia abajo (las cuales le dan una apariencia triste a la cara), foldes epicanticos (similares a los que usualmente aparecen en las personas con orígenes a Asia Oriental), hipertelorismo, cubitus valgus, aracnodactilia, anquiloglosia, estatura baja, orejas bajas, paladar alto, micrognatia, y criptorquidia (en hombres). En ocasiones muy infrecuentes, el síndrome también puede ser acompañado de otros síntomas más graves tales como la discapacidad intelectual (también conocido como retraso mental) y/o la ceguera. Es el tipo de síndrome de pterigium múltiple más leve.

### Síndrome de pterigium múltiple letal
Este tipo de síndrome de pterigium múltiple tiene síntomas casi similares a los que son presentados por pacientes con el Síndrome de Escobar previamente mencionado, sin embargo; se diferencia del mismo debido a que presenta muchos otros síntomas mas los cuales usualmente no son compatibles con vida humana. Junto con los síntomas ya mencionados, los fetos con este tipo de síndrome usualmente presentan varias malformaciones severas alrededor de su cuerpo, tanto externas como internas, estas incluyen: hernia diafragmática congénita, hipoplasia del corazón, malrotacion intestinal, artrogriposis severa, paladar hendido, anormalidades renales generalizadas, microcefalia, hipoplasia pulmonar, e hipoplasia cerebral. Esta condición también se diferencia del Síndrome de Escobar en el sentido de que esta es letal, y los fetos con esta condición usualmente mueren durante el segundo o tercero trimestre del embarazo, y si no lo hacen, usualmente mueren en un tiempo de periodo corto después del nacimiento (muerte neonatal), esto es debido a qué dichos fetos desarrollan hidrops fetalis (condición en la que el feto comienza a presentar un exceso de fluido embrionario en su cuerpo el cual no puede sacar), un higroma cistico (ciste llena de fluidos embrionarios que se desarrolla atrás del cuello), o una combinación de los dos. Este es el tipo más severo de síndrome de pterigium múltiple.

## Complicaciones
Los bebés con esta condición usualmente presentan problemas respiratorios cuando nacen debido al mal (y pobre) desarrollo de los pulmones, también están más a riesgo de sufrir de otras complicaciones tales como la neumonía, la hipertermia maligna, o la sordera conductiva.

## Genética
En los casos más comunes, esta condición es causada por mutaciones en el gen CHRNG, este gen es importante para la producción de una subunidad llamada "gamma (γ)", la cual es una de las 5 subunidades presentes en otra proteína diferente llamada "receptor de acetilcolina", dicha proteína (la receptora de acetilcolina) puede ser encontrada en la membrana de células musculoesqueléticas, y es esencial para el señalamiento entre células nerviosas y musculares. Las mutaciones involucradas en la condición usualmente causan que la subunidad gamma (γ) este ausente o que tenga muy poca función. Las mutaciones que dejan un poco de función a la subunidad gamma γ llevan como consecuencia a la variante de Escobar, la cual es compatible con vida, mientras que las mutaciones que eliminan completamente a la subunidad gamma γ terminan en la muerte embrionaria/neonatal característica de la variante letal.
Estas mutaciones son heredadas siguiendo un patrón de herencia autosómico recesivo, esto quiere decir que para que un feto exhiba los síntomas de la condición, tiene que heredar una copia de la mutación responsable por la condición de ambos de sus padres, esto haría del bebé un portador bialélico (también conocido como homocigoto) de las mutaciones y por ende, exhibiría los síntomas de la condición.
Otros genes que han sido asociados con esta condición incluyen los genes CHRNA1, CHRND, RAPS, MYH3, y RYR1.

## Diagnóstico
Se puede diagnósticar por medio de métodos tales como radiografías, examen física, y pruebas genéticas con la ayuda de especialistas tales como radiólogos, proveedores de cuiidado primario, genetistas, etc. El diagnóstico prenatal consiste principalmente en el uso de métodos radiológicos tales como el ultrasonido.

## Tratamiento
El tratamiento esta enfocado en aliviar a los síntomas, aunque no los cura/elimina completamente. También esta enfocado principalmente a pacientes de síndrome de pterigium múltiple tipo Escobar, debido a que, a diferencia de los que padecen síndrome de pterigium múltiple fetal, ellos pueden sobrevivir el embarazo, nacer casi apropiadamente, y vivir vidas propias.
Debido a la escasez de personas con esta condición tan infrecuente en el mundo, no se sabe de algún método de tratamiento específico para tratar de forma efectiva esta condición, aunque se puede intentar cirugía plástica para el exceso de piel que causa el pterigium, y se puede hacer uso de asesoramiento genético.

## Prevalencia
La prevalencia varia entre ambos tipos de síndrome de pterigium múltiple
Según OMIM, aproximadamente 70 casos han sido descritos en la literatura médica de la variante de Escobar. mientras que la variante letal tiene aproximadamente 69 casos descritos en la literatura médica, lo cual llevaría a un total de 139 casos de la condición descritos en la literatura médica. 
Debido a su naturaleza comúnmente autosómica recesiva, esta condición es más común entre las personas que fueron producto de padres consanguíneos en relaciones incestuosas.

## Historia
Los dos tipos de síndrome de pterigium múltiple tienen diferentes fechas de descubrimiento

### Variante de Escobar
Esta condición parece haber sido descubierta en el año 1936. El investigador que lo describió fue "Matolcsy, T.". Este investigador describió a 4 niños (de los cuales 1 era hombre y las otras 3 eran mujeres) de 2 hermandades pertenecientes a la misma familia. Estos niños presentaban un cuello "webbed" con un exceso de piel, depresiones cutáneas (de la piel) en algunas partes de las piernas y brazos, y criptorquidia. Este último síntoma lo presentaba el único varón.

### Variante letal
Aunque hay reportes de una variante letal de la enfermedad que datan desde el año 1976, el primer reporte en describir a la variante letal de esta condición como su propia entidad propia fue escrito en abril de 1984, por N Van Regemorter y otros 6 compañeros suyos, ellos describieron a 2 fetos de Bélgica quienes sufrieron de un aborto espontáneo cuando estaban en sus décimas semanas de vida embrionica. Cabe destacar que un aborto espontáneo no es lo mismo que un aborto voluntario, ya que el espontáneo ocurre sin intervención médica y el voluntario ocurre con ella.

### Avances moleculares
El primer avancé genético fue hecho en 2006 por dos grupos separados de investigadores del Reino Unido y Alemania, respectivamente. 

#### Investigación inglesa
Los pacientes que fueron usados para la investigación hecha en el Reino Unido eran miembros de 15 familias de múltiples partes  del mundo, incluyendo Arabia Saudita, Pakistán, y Turquía. El resto de las familias consistía de blancos ingleses del mismo país. La mayoría de los individuos afectados padecía de la variante de Escobar (no-letal). Usando un escaneo de genoma completo, se logró encontrar una región cromosomal que todas las personas con la enfermedad en la familia árabe (llamada MPS001 en el estudio) compartían, se trataba de una porción del cromosoma 2, locus 2q36-37, de 6.68-Mb. La región en cuestión se encontraba entre los marcadores D2S1363 y D2S206, la misma asociación cromosomal se encontró entre los hijos afectados de una pareja de primos a primer grado Pakistaní (llamada MPS002 en el estudio). Después de decir cuáles genes se iban a analizar para encontrar mutaciones, encontraron una mutación la cual era única a cada familia. 
La primera fue encontrada en la familia MPS002, era una mutación del tipo nonsense y consistía en un cambio de C a T en el nucleótido 136 del exon 2 del gen CHRNG (c.136C→T; p.Arg46X)
La segunda fue encontrada en la familia MPS001, era una substitución del tipo missense y consistía en un cambio de T a G en el nucleótido 320 del exon 4 del mismo gen. (c.320T→G; p.Val107Gly)
Las subunidades de receptores de acetilcolina ya mencionadas consistían en una "gran región extracelular de unión-al-ligando N-terminal, tres dominios hidrofóbicos de transmembrana, una gran región intracelular y un cuarto dominio hidrofóbico", se vino a la conclusión de que la mutación encontrada en la familia MPS002 (c.136C→T) llevaba a la producción de una proteína a la cual le faltaba los dominios hidrofóbicos de transmembrana y la región intracelular.
Después, los investigadores decidieron ponerse en contacto con otras 13 familias con la condición para analizar su gen CHRNG, y sus hallazgos fueron los siguientes:
- Tercera mutación: Encontrada en un niño de 14 años de la familia MPS015 (familia blanca del Reino Unido no consanguínea), involucraba la deleción de los nucleótidos 401 y 402 del mismo gen (c.401_402delCT; p.Pro134Argfsx34), dicho niño nació por medio de cesárea de emergencia a la edad de 35 semanas gestacionales debido a que se le detectó estrés y akinesia fetal, posteriormente fue ventilado por 2 días debido a dificultades para respirar. Le fueron notadas varias contracturas musculares/articulares, debilidad e hipotonía muscular, falta de emoción facial, y ausencia de reflejos en los tendones. Una biopsia muscular reveló características similares a las que son vistas en pacientes con miopatía difusa.

- Cuarta mutación: Encontrada en un feto del sexo masculino de la familia MPS008 (familia consanguínea Turca-Inglesa), involucraba una deleción de los nucleótidos 753 y 754 del mismo gen (c.753_754delCT; p.Pro251ProfsX46). Por medio de ultrasonidos, se encontró que el feto tenía un hydrops fetalis progresivo, y a las 15 semanas los padres decidieron abortar al embarazo. La autopsia post mortem reveló dismorfismos faciales y piel excesivamente aflojada.

- Quinta mutación: Encontrada en un feto del sexo femenino de la familia MPS011 (otra familia inglesa blanca no consanguínea), involucraba una duplicación del nucleótido 469 del mismo gen (c.469dupA; p.Val154SerfsX24). El feto tenía la edad de 37 semanas gestacionales a la hora de nacer y, al igual que el feto anterior, este también presentaba hydrops fetalis el cual fue detectado bajo ultrasonido, también se le pudieron avistar otras anomalías bajo el mismo método, tales como hidronefrosis afectando al riñón derecho y el edema cutáneo. Nació por medio de cesárea de emergencia después de que se le detectó estrés fetal, y murió al día siguiente de su nacimiento debido a problemas respiratorios asociados con hipoplasia pulmonar. Su autopsia post mortem reveló contracturas severas afectando a todas sus extremidades, exceso de piel en el codo, talipes equinovarus, hidrotorax bilateral, dilatación pélvico-calicial unilateral, y hipoplasia pulmonar severa. Una biopsia muscular reveló denervación.

No se pudo encontrar una mutación del gen CHRNG en las 9 familias restantes, aunque sí se detectó una mutación del tipo splicesite en 2 miembros de la familia MPS006 (familia consanguínea Pakistani-Inglesa), dicha mutación consistía en un cambio de T a C en el nucleótido 9 del intron IVS4 en el mismo gen (IVS4-9T→C).
Para comprobar que las mutaciones no fueran solamente un polimorfismo de nucleótido simple común, se analizó el gen CHRNG de sujetos de control de varios orígenes étnicos; la mutación c.136C→T no fue encontrada en ninguno de los cromosomas de 384 sujetos de prueba asiáticos, y la mutación c.320T→G no fue encontrada en 192 sujetos de prueba blancos, 192 sujetos de prueba asiáticos, ni en 84 sujetos de prueba árabes.

#### Investigación alemana
Los pacientes que fueron usados para la investigación hecha en Alemania eran miembros de 7 familias grandes de múltiples partes del mundo, sus países de origen eran Libano, Omán, Alemania, Turquía, y Suiza. De estas 7 familias, 5 eran consanguíneas (es decir, practicaban el incesto familiar).
Usando escaneo de genoma completo, se encontró una asociación alta entre la enfermedad y el locus 2q37 en 2 niños afectados cuyos padres eran primos Omani a primer grado (familia la cual fue nombrada EG-1 en el estudio), después de más análisis, se logró limitar la región a un pequeño intervalo de 10-cM entre los marcadores D2S172 y D2S336. Posteriormente, dicho intervalo fue analizado para encontrar alguna mutación, y se encontraron 9 mutaciones diferentes en cada familia, estas eran las siguientes:
- Familia EG-1: Omani, c.13C→T, en el exon 1 del gen CHRNG.

- Familia EG-2: Libanés, 807insT, en el exon 8 del mismo gen.

- Familia EG-3: Sueca, 256C→T, en el exon 4 del mismo gen, 481G→A, en el exon 5 del mismo gen.

- Familia EG-4: Alemana, 300dup(9), en el exon 4 del mismo gen, 1408C→T, en el exon 12 del mismo gen.

- Familia EG-5: Libanés, 1249G→C, en el exon 10 del mismo gen.

- Familia EG-6: Libanés, 715C→T, en el exon 7 del mismo gen.

- Familia EG-7: Turca, 715C→T, en el exon 7 del mismo gen.